# Mano Blanca (Serbia)

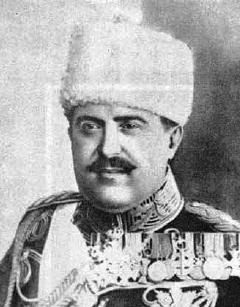
Petar Živković, uno de los fundadores de la Mano Blanca.

La Mano Blanca (en serbio: Bela Ruka, Рука Бела) fue una organización secreta formada por militares serbios que pervivió en el Reino de los Serbios, Croatas y Eslovenos y más tarde en el Reino de Yugoslavia.
La Mano Blanca se oponía a otra organización similar llamada la Mano Negra, y se formó para este fin hacia 1914 por el coronel Petar Živković (que participó junto con miembros de la Mano Negra, en el golpe de 1903 contra el rey Aleksandar Obrenović), con el beneplácito del príncipe Alexandar Karađorđević (más tarde rey Alejandro I de Yugoslavia). El regente trató de oponer a esta fracción de oficiales a los que se habían agrupado previamente en la Mano Negra.
Con la desaparición de la Mano Negra en el juicio amañanado de Salónica, la Mano Blanca se hizo con el control del ejército serbio y fue ganando el favor del joven y ambicioso Alejandro, fomentando su inclinación hacia un gobierno real autocrático.  Živković fue nombrado jefe de la Guardia Real en 1921 y comenzó a acumular poder. La organización fue poco a poco convirtiéndose en una camarilla favorable al regente.
En 1929, Alejandro, ya rey, junto con oficiales de la Mano Blanca orquestaron un golpe de Estado tratando de controlar las tensiones nacionalistas crecientes en el país (especialmente en Croacia) y la inestabilidad del Parlamento. Živković, ahora general, fue nombrado primer ministro. La dictadura se suavizó en 1931, cuando el rey volvió a instaurar algunos derechos constitucionales después de constatar que las reformas habían fracasado completamente en su propósito de unificar el país y acabar con los regionalismos. Živković perdió su puesto al frente del gobierno en 1932 después de haber organizado numerosos juicios propagandísticos contra de líderes de las minorías, los grupos de ultranacionalistas y los comunistas.
Se sospecha que la Mano Blanca también estuvo involucrada en la abdicación del príncipe heredero Jorge en favor de su hermano Alejandro (1909), la proclamación de Alejandro como regente durante el reinado de Pedro I, así como en el golpe de Estado del 27 de marzo de 1941, que puso en el trono prematuramente a Pedro II de Yugoslavia, lo que llevó en pocos días a la invasión alemana del país.
Con la victoria de las fuerzas comunistas de Josip Broz Tito en la posterior guerra civil en Yugoslavia, los miembros de la Mano Blanca fueron ejecutados por el nuevo régimen, o huyeron a los países occidentales.